# Arturo González y Sánchez
Arturo González y Sánchez  (Ciudad de México, 1936) es un economista, investigador, profesor, escritor y diplomático mexicano. Se desempeñó como embajador de México en Vietnam de 1976 a 1978 nombrado por José López Portillo, como embajador de México en Uruguay de 1983 a 1987 nombrado por Miguel de la Madrid y como embajador de México en Polonia de 1988 a 1992 nombrado por Carlos Salinas de Gortari.

## Biografía
Es hijo de Héctor González Covarrubias y Josefina Sánchez Sánchez, padre escultor egresado de la Academia de San Carlos. Egresado de la Facultad de Economía de la Universidad Nacional Autónoma de México, realizó estudios de posgrado en el International Institute of Social Studies de La Haya y de maestría en la Fundación Getulio Vargas de Río de Janeiro y la Maestría en Estudios Latinoamericanos en la Universidad Nacional Autónoma de México.
Comenzó a trabajar en el Banco Nacional de México (1952-1958), luego en el Banco Ejidal (1958-1960). Posteriormente colaboró como economista en la Secretaría de Hacienda y Crédito Público (México) (1960-1968) donde participó en el grupo creado para preparar el Plan de Acción Inmediata 1960-1964, así como otros estudios prospectivos macroeconómicos y de regionalización económica del país. En el ámbito económico internacional formó parte de varias delegaciones mexicanas que participaron regularmente en negociaciones en organismos multilaterales, como la Asociación Latinoamericana de Libre Comercio (ALALC) posteriormente Asociación Latinoamericana de Integración (ALADI). Fue miembro de la Comisión Asesora de Desarrollo Industrial de ese régimen de integración económica regional.
Entre 1968 y 1971 colaboró como economista de empresa en el consorcio privado Cables Mexicanos, S.A. y Equipos Petroleros Nacionales, S. A.(Grupo Camesa-EPN). En ese mismo año se integró al recién fundado Instituto Mexicano de Comercio Exterior, hoy Banco de Comercio Exterior (Bancomext) donde colaboró hasta 1973 en México. Ese mismo año concursó y obtuvo el cargo de Consejero Comercial de México en la República Popular China donde permaneció hasta el año de 1976. Durante su gestión al frente de esa misión comercial diplomática, tuvo a su cargo la organización de la primera Exposición Económica e Industrial de México en ese país asiático.
Fue el primer embajador de México residente con sede en Hanói, para los países de Indochina: Vietnam, República Democrática Popular Lao y Camboya (1976-1978). A su regreso colaboró en la Secretaría de Relaciones Exteriores (México) en temas de energía, cuestiones alimentarias e inversiones extranjeras. Formó parte de la Comisión Nacional de Inversiones Extranjeras como representante alterno ante dicho organismo (1978-1979). En 1978 fue nombrado Director General de Relaciones Económicas Bilaterales de la Cancillería mexicana donde permaneció hasta 1983. En el año de 1979 participó en los exámenes académicos y prácticos que realizó la Cancillería mexicana y tuvo los méritos necesarios que lo llevaron a ser incluido como diplomático de carrera del Servicio Exterior de México con el rango de Embajador.
A partir de ahí, ocupó el cargo de Embajador ante los siguientes países: la República Oriental del Uruguay y representante Permanente de México ante la Asociación Latinoamericana de Integración (1983-1987); la República de Polonia (1988-1992); República de Kenia, concurrente en la República de Uganda, República Unida de Tanzania y Estado de Eritrea, y representante Permanente de México ante el Programa de las Naciones Unidas para el Medio Ambiente(PNUMA) y el Programa de Naciones Unidas para los Asentamientos Humanos (Habitat) ambos con sede en Nairobi (1993-1997) y Cónsul General en Río de Janeiro (1999-2001).  En 1999 se le nombró asesor diplomático del coordinador mexicano de la primera Cumbre Iberoamericana en Guadalajara, Jalisco (1999).
Desde 2008, es investigador en el Centro de Investigaciones sobre América Latina y el Caribe, de la Universidad Nacional Autónoma de México, dedicado al estudio de en las relaciones económicas entre América Latina y la Unión Europea; coordinador de la Maestría de Excelencia Euroculture del Programa de Erasmus Mundus, además de ser profesor de los cursos en inglés sobre las Relaciones entre América Latina y la Unión Europea durante la segunda mitad del siglo XX. Desde 2002 es profesor en la Universidad Iberoamericana donde ha impartido más de 20 cursos en temas de relaciones y negocios internacionales.
Ha sido condecorado por los gobiernos de Italia y Suecia con la Orden de la Estrella Polar en grado de Gran Oficial. Es miembro de la Asociación del Servicio Exterior Mexicano.

## Publicaciones
- González y Sánchez, Arturo (1998). «Desarrollo Sustentable». Revista Mexicana de Política Exterior, (53): 159-187.

- Santana, Adalberto; González y Sánchez, Arturo (2009). La Globalización de América Latina y la Independencia: pasado presente y futuro. Bicentenario de la Independencia de Nuestra América, visiones, lecturas e interpretaciones, Centro de Investigaciones sobre América Latina y el Caribe. Universidad Nacional Autónoma de México. p. 205-219.